# Acropteris vagata
Acropteris vagata es una especie de polilla del género Acropteris, familia Uraniidae.

## Taxonomía
Fue descrita científicamente por Guenée.